# (1242) Zambesia
(1242) Zambesia ist ein Asteroid des Hauptgürtels, der am 28. April 1932 vom südafrikanischen Astronomen Cyril V. Jackson in Johannesburg entdeckt wurde. 
Der Asteroid wurde nach den damals britischen Gebieten der Sambesi-Niederungen benannt.